# ウジェーヌ・ベルグラン

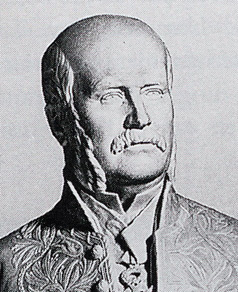
Eugène Belgrand

ウジェーヌ・ベルグラン（Eugene Belgrand、1810年 - 1878年4月8日）はフランスの土木技術者。19世紀のパリが再建された時、下水道システムの近代化に功績があった。ベルグランの造った下水道は現在も使われている。
1850年以前のパリの水道システムは人口の増加によって不適当なものになっていた。排水は飲料水の水源であるセーヌ河に排出されていた。ナポレオン3世に､パリの近代化を託されたジョルジュ・オスマンは1855年にベルグランをパリの上水道、下水道システムの責任者に任命した。
ベルグランは清潔で、手入れが容易にするために従来より大きいトンネルを設計し、彼の指導のもとに1852年から1869年の間にパリの下水道は4倍に拡大された。道水管を建設し、パリ市民の1人あたりの利用できる水の量を2倍にした。
ベルグランの仕事は人々の圧倒的な支持を受け、写真家ナダールによって記録写真が残された。パリの下水道システム世界的に画期的なプロジェクトであった。